# Love in the Time of Money
Love in the Time of Money é um filme dos gêneros comédia romântica, comédia dramática e drama romântico lançado em 2002.

## Sinopse
Nova Iorque serve de pano de fundo para um elenco de personagens em busca de amor, luxúria ou lucro, incluindo uma mulher que faz movimentos desajeitados sobre o homem renovando seu loft SoHo, um fraudador, um artista desprezível e um telefone psíquico.

## Elenco
| Ator                 | Papel          |
| -------------------- | -------------- |
| Vera Farmiga         | Greta          |
| Domenick Lombardozzi | Eddie Iovine   |
| Jill Hennessy        | Ellen Walker   |
| Malcolm Gets         | Robert Walker  |
| Steve Buscemi        | Martin Kunkle  |
| Rosario Dawson       | Anna           |
| Adrian Grenier       | Nick           |
| Carol Kane           | Joey           |
| Michael Imperioli    | Will           |
| Alexa Fischer        | Elaine         |
| Ross Gibby           | Jack           |
| Nahanni Johnstone    | Marianne Jones |
| John Ottavino        | Mark Jones     |
| Tamara Jenkins       | Gallery Owner  |
| Roger Hervas         | Cab driver     |

## Recepção da crítica
Love in the Time of Money teve recepção desfavorável por parte da crítica especializada. Em base de 15 avaliações profissionais, alcançou metascore de 30% no Metacritic. No Rotten Tomatoes, possui tomatometer de 18% em base de 39 críticas. Tem 29% de aprovação por parte da audiência, usada para calcular a recepção do público a partir de votos dos usuários do site.